# Elisabeth Huch
Elisabeth Huch (* 3. September 1883 in Braunschweig, Deutsches Reich; † 15. Mai 1956 in München, Deutschland) war eine deutsche Bühnenschauspielerin und Schauspiellehrerin.

## Leben und Wirken

### Am Theater
Die Enkelin des Schriftstellers Friedrich Gerstäcker und Tochter der Schriftstellerin Marie Huch erhielt ihre künstlerische Ausbildung bei Adolf Winds in Dresden. Im Herbst 1903 trat Elisabeth Huch in Heidelberg ihr erstes Bühnenengagement an. Bereits exakt ein Jahr später erreichte sie Berlin und wurde zunächst ans Neue Theater, später auch ans Deutsche Theater verpflichtet. In kürzester Zeit spielte Elisabeth Huch zahlreiche tragende Rollen des klassischen Theaterbetriebes: die Julia (in Romeo und Julia), die Hilde Wangels (in Ibsens Baumeister Solness), die Elektra, die Hedda Gabler, die Salome, die Thérèse Raquin, die Renate in Max Halbes Der Strom, die Regine (in Ibsens Gespenster), die Titania (in Ein Sommernachtstraum), die Minna (in Minna von Barnhelm) und die Jessica (in Der Kaufmann von Venedig).
Es folgten noch vor Ausbruch des Ersten Weltkriegs weitere Verpflichtungen, diesmal ans Düsseldorfer Schauspielhaus unter der Leitung von Louise Dumont und ans Neue Volkstheater Berlin unter der Leitung von Adolf Edgar Licho. Huchs fruchtbarste Phase waren die sieben Jahre, die sie von 1919 bis 1925 unter der Leitung von Hermine Körner am Münchner Schauspielhaus wirkte. Körner war es auch, die Elisabeth Huch mitnahm, als sie anschließend in die Leitung des Albert-Theaters nach Dresden wechselte. In den frühen 1930er Jahren ließ sich Elisabeth Huch noch an Spielstätten in Münster und Schwerin holen, ehe sie sich im Laufe desselben Jahrzehnts als Freiberuflerin nicht mehr fest an ein Theater band. Stattdessen verlagerte die Künstlerin mehr und mehr ihre Arbeit in Richtung Schauspielunterricht.

### Privates
Aus Elisabeth Huchs Beziehung mit dem ihr seit 1911 bekannten Dirigenten Wilhelm Furtwängler ging 1921 eine gemeinsame Tochter, Friederike Huch, hervor. Furtwängler wollte Elisabeth Huch nach Aussage der Tochter unbedingt heiraten, doch lehnte sie dies ab, angeblich weil sie (unwesentlich) älter war als er.